# وایهنتسل
وایهنتسل (به آلمانی: Weihenzell) یک شهر در آلمان است که در آنسباخ واقع شده‌است.